# 1991年全米オープン (テニス)
1991年 全米オープン（1991ねんぜんべいオープン、US Open 1991）は、アメリカ・ニューヨークマンハッタンにある「USTAナショナル・テニスセンター」にて、1991年8月26日から9月8日にかけて開催された。

## シード選手

### 男子シングルス
1. ボリス・ベッカー　（3回戦）
2. ステファン・エドベリ　（初優勝）
3. ミヒャエル・シュティヒ　（ベスト8）
4. ジム・クーリエ　（準優勝）
5. イワン・レンドル　（ベスト4）
6. ピート・サンプラス　（ベスト8）
7. ギー・フォルジェ　（2回戦）
8. アンドレ・アガシ　（1回戦）
9. セルジ・ブルゲラ　（2回戦）
10. カレル・ノバチェク　（3回戦）
11. デビッド・ウィートン　（4回戦）
12. ゴラン・イワニセビッチ　（4回戦）
13. アンドレイ・チェルカソフ　（1回戦）
14. エミリオ・サンチェス　（4回戦）
15. ペトル・コルダ　（1回戦）
16. ジョン・マッケンロー　（3回戦）

### 女子シングルス
1. シュテフィ・グラフ　（ベスト4）
2. モニカ・セレシュ　（初優勝）
3. ガブリエラ・サバティーニ　（ベスト8）
4. アランチャ・サンチェス・ビカリオ　（ベスト8）
5. メアリー・ジョー・フェルナンデス　（3回戦）
6. マルチナ・ナブラチロワ　（準優勝）
7. ジェニファー・カプリアティ　（ベスト4）
8. コンチタ・マルチネス　（ベスト8）
9. ヤナ・ノボトナ　（4回戦）
10. マニュエラ・マレーバ・フラニエール　（4回戦）
11. カテリナ・マレーバ　（3回戦）
12. ジーナ・ガリソン　（4回戦）
13. レイラ・メスヒ　（3回戦）
14. ナタリー・トージア　（1回戦）
15. ヘレナ・スコバ　（3回戦）
16. アンケ・フーバー　（2回戦）

## 大会経過

### 男子シングルス
準々決勝
- ジミー・コナーズ vs.  ポール・ハーフース　4-6, 7-6, 6-4, 6-2
- ジム・クーリエ vs.  ピート・サンプラス　6-2, 7-6, 7-6
- イワン・レンドル vs.  ミヒャエル・シュティヒ　6-3, 3-6, 4-6, 7-6, 6-1
- ステファン・エドベリ vs.  ハビエル・サンチェス　6-3, 6-2, 6-3

準決勝
- ジム・クーリエ vs.  ジミー・コナーズ　6-3, 6-3, 6-2
- ステファン・エドベリ vs.  イワン・レンドル　6-3, 6-3, 6-4

### 女子シングルス
準々決勝
- シュテフィ・グラフ vs.  コンチタ・マルチネス　6-1, 6-3
- マルチナ・ナブラチロワ vs.  アランチャ・サンチェス・ビカリオ　6-7, 7-6, 6-2
- ジェニファー・カプリアティ vs.  ガブリエラ・サバティーニ　6-3, 7-6
- モニカ・セレシュ vs.  ジジ・フェルナンデス　6-1, 6-2

準決勝
- マルチナ・ナブラチロワ vs.  シュテフィ・グラフ　7-6, 6-7, 6-4
- モニカ・セレシュ vs.  ジェニファー・カプリアティ　6-3, 3-6, 7-6

## 決勝戦の結果
- 男子シングルス： ステファン・エドベリ vs.  ジム・クーリエ　6-2, 6-4, 6-0
- 女子シングルス： モニカ・セレシュ vs.  マルチナ・ナブラチロワ　7-6, 6-1
- 男子ダブルス： ジョン・フィッツジェラルド＆ アンダース・ヤリード vs.  スコット・デービス＆ デビッド・ペイト　6-3, 3-6, 6-3, 6-3
- 女子ダブルス： パム・シュライバー＆ ナターシャ・ズベレワ vs.  ヤナ・ノボトナ＆ ラリサ・サブチェンコ　6-4, 4-6, 7-6
- 混合ダブルス： トム・ニーセン＆ マノン・ボーラグラフ vs.  エミリオ・サンチェス＆ アランチャ・サンチェス・ビカリオ　6-2, 7-6

## みどころ
- 39歳を迎えたジミー・コナーズが、ジム・クーリエとの準決勝まで勝ち進んだ。コナーズは全米オープンで1974年・1976年・1978年・1982年・1983年と5度の優勝記録を持ち、4大大会の男子シングルスで「8勝」を挙げた実力者である。（全豪オープン1勝＋ウィンブルドン2勝＋全米オープン5勝＝総計8勝）準決勝で当時21歳のクーリエに 3-6, 3-6, 2-6 で完敗したが、ベテランのコナーズの久々の活躍であった。
- この大会では、女子シングルスでも新旧勢力の活躍が目立った。15歳5ヶ月のジェニファー・カプリアティがベスト4に進出し、34歳10ヶ月のマルチナ・ナブラチロワが準優勝。優勝したモニカ・セレシュは17歳の（当時）最年少世界ランキング1位として、1991年は全豪オープン・全仏オープン・全米オープンの4大大会年間3冠を獲得した。
- 注意点：1991年はソビエト連邦の崩壊の年であり、ユーゴスラビアでも紛争のためクロアチアなどの独立国家が誕生した。「シード選手」の一覧において、旧ソ連出身選手や旧ユーゴスラビア出身選手の国籍表示は注意を要する。